# Championnats du monde Xterra 2004
Navigation
Édition précédente Édition suivante
Les championnats du monde Xterra 2004, organisé par la Team Unlimited, s'est déroulé le 24 octobre à Maui dans l'État d'Hawaï. Les triathlètes se sont affrontés lors d'une épreuve sur distance M, comprenant 1500 mètres de natation, 30 km de vélo tout terrain (VTT) et 10 km de course à pied hors route.

## Résultats
Les tableaux présentent les « Top 10 » hommes et femmes des championnats du monde. 
| Position           | Triathlète      | Pays       | Temps           |
| ------------------ | --------------- | ---------- | --------------- |
| Médaille d'or      | Eneko Llanos    | Espagne    | 2 h 28 min 44 s |
| Médaille d'argent  | Olivier Marceau | Suisse     | 2 h 29 min 45 s |
| Médaille de bronze | Josiah Middaugh | États-Unis | 2 h 33 min 28 s |
| 4                  | Dominic Gillen  | États-Unis | 2 h 33 min 53 s |
| 5                  | Justin Thomas   | États-Unis | 2 h 34 min 31 s |
| 6                  | Nicolas Lebrun  | France     | 2 h 36 min 58 s |
| 7                  | Sylvain Dodet   | France     | 2 h 38 min 26 s |
| 8                  | Hector Llanos   | Espagne    | 2 h 39 min 4 s  |
| 9                  | Jimmy Archer    | États-Unis | 2 h 40 min 39 s |
| 10                 | Robert Latschen | Autriche   | 2 h 40 min 41 s |

| Position           | Triathlète      | Pays             | Temps           |
| ------------------ | --------------- | ---------------- | --------------- |
| Médaille d'or      | Jamie Whitmore  | États-Unis       | 3 h 1 min 35 s  |
| Médaille d'argent  | Mélanie McQuaid | Canada           | 3 h 4 min 25 s  |
| Médaille de bronze | Danelle Kabush  | Canada           | 3 h 5 min 19 s  |
| 4                  | Melissa Thomas  | États-Unis       | 3 h 5 min 38 s  |
| 5                  | Katrin Helmcke  | Allemagne        | 3 h 7 min 43 s  |
| 6                  | Sibylle Matter  | Suisse           | 3 h 8 min 17 s  |
| 7                  | Erika Csomor    | Hongrie          | 3 h 14 min 14 s |
| 8                  | Ingrid Rolles   | Royaume-Uni      | 3 h 15 min 23 s |
| 9                  | Lynley Allison  | Nouvelle-Zélande | 3 h 15 min 28 s |
| 10                 | Candy Angle     | États-Unis       | 3 h 16 min 34 s |